# (12309) Tommygrav
(12309) Tommygrav est un astéroïde de la ceinture principale.

## Description
(12309) Tommygrav est un astéroïde de la ceinture principale. Il fut découvert le 25 février 1992 à Kitt Peak par le projet Spacewatch. Il présente une orbite caractérisée par un demi-grand axe de 2,72 UA, une excentricité de 0,03 et une inclinaison de 0,7° par rapport à l'écliptique.
Il est nommé d'après l'astrophysicien Tommy Grav.

## Compléments